# جبهه شرقی در جنگ داخلی آمریکا

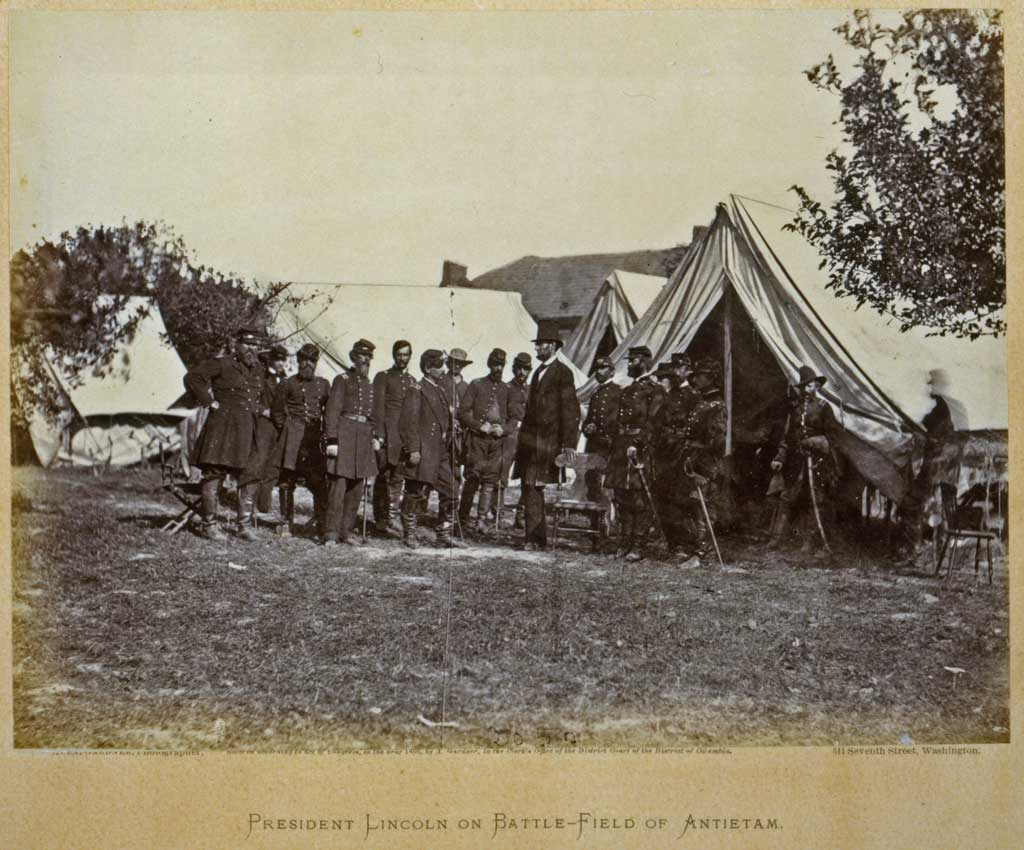
آبراهام لینکلن در هنگام بازدید از ارتش پوتوماک در میدان نبرد آنتی‌تام، سپتامبر ۱۸۶۲ - عکاس الکساندر گاردنر

جبهه شرقی در جنگ داخلی آمریکا (انگلیسی: Eastern Theater of the American Civil War) یک محدوده جنگی و درگیری نظامی در دوران جنگ داخلی آمریکا می‌باشد که شامل عملیات عمده زمینی و دریایی در ویرجینیا، ویرجینیای غربی، مریلند و پنسیلوانیا بود